# Тиртха и кшетра

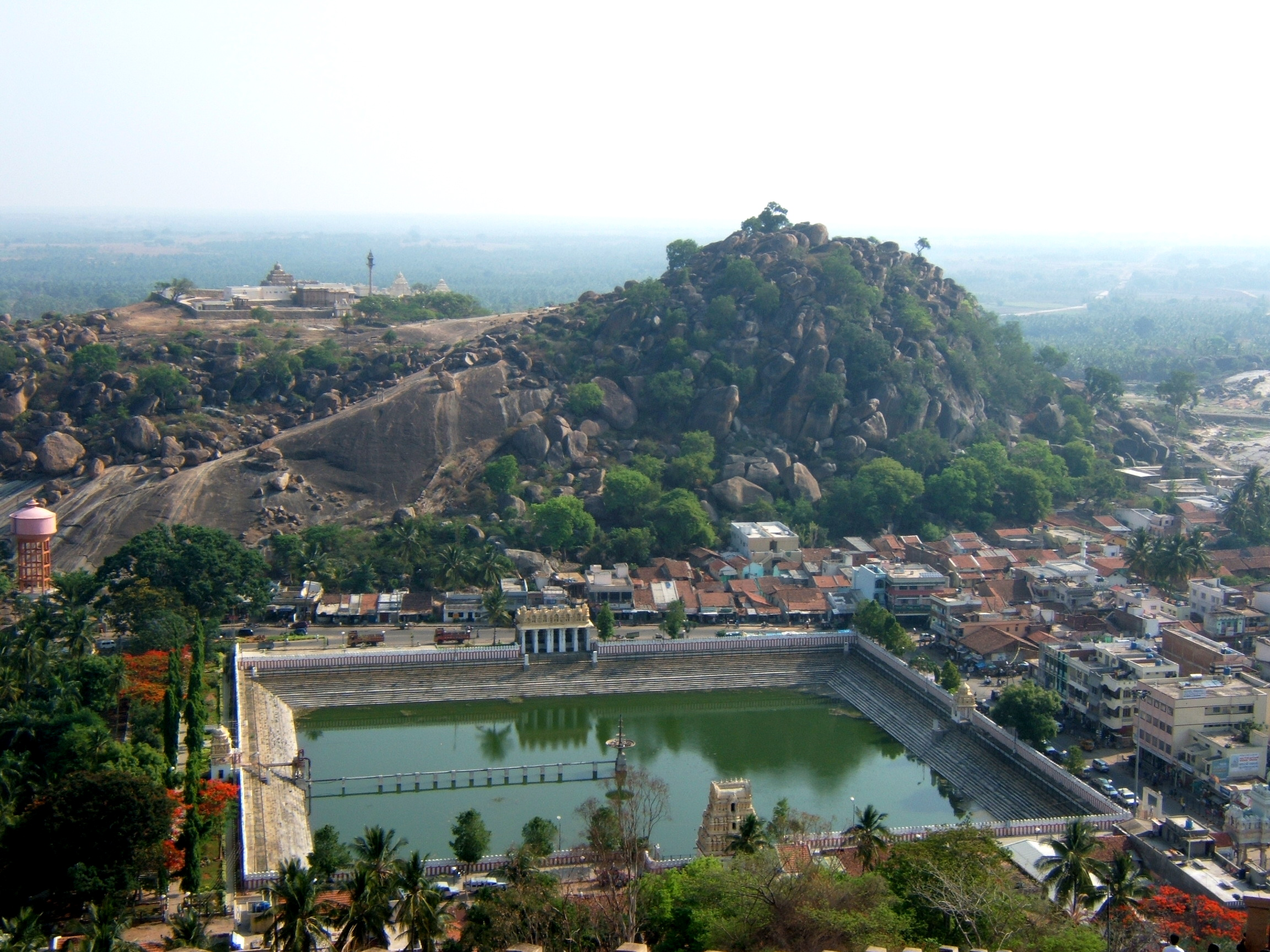
Шраванабелагола

Вместе с концепцией силы мантры, в индуизме есть концепция святости места. Святое место или место паломничества обозначают в индусской традиции два специальных термина, а именно — тиртха и кшетра.
Ти́ртха (санскр. तीर्थ, IAST: tīrtha) — священное место, где есть источник, пруд, озеро, река или море, воды которых считаются святыми. Санскритское слово тиртха в переводе значит «брод», «переправа», но надо иметь в виду, что санскритский корень «три» (IAST: tṛ), от которого образовано это слово, имеет также значение «спасаться» (в религиозном смысле). Так, этот термин стал ассоциироваться в религиозной традиции с любым местом паломничества на берегах священных потоков воды.
Индус предпринимает своё паломничество по тиртхам (тиртхаятру) как акт религиозного рвения, чтобы выполнить священный долг, умилостивить божество или получить процветание. Во время посещения тиртхи индус обычно совершает омовение (снана), прохаживается по храму или священному месту, приносит жертву, совершает обряд, такой как церемония шраддха, проводимый в честь умерших родственников, его имя записывается жрецами, а вечером он слушает религиозные проповеди.
Кше́тра (санскр. क्षेत्र, IAST: kṣetra) — это священная территория, священное поле. В просторечии кшетра может означать место, где есть священный храм или которое связано с особой или событием священной, религиозной или дхармической важности.
На санскрите кшетра может значить также кусок земли, так, Курукшетра — это поле или территория, где Пандавы и Кауравы вели свою священную войну, описанную в Махабхарате.
Индийский субконтинент полон таких тиртх и кшетр. Курукшетра, Бадринатх, Кедранатх и другие — это лишь некоторые из мест паломничества в Индии. Различные гхаты на таких священных реках, как Ганг, Кавери, Ямуна, Нармада, Кришна и Годавари, являются важными тиртхами. Одной из важнейших тиртх является остров Рамешварам почти на самом юге Индии. Почти каждый храмовый город считается кшетрой. Тот, кто приносит дары в тиртхе или кшетре, говорят писания, избавляется от бедности, а тот, кто получает такие дары, принимает нищету на себя. Для таких священных тиртх и кшетр существуют длинные паломнические маршруты, паломники же практикуют строгое воздержание и часто проходят пешком огромные дистанции, даже в почти недоступные районы.